# 議會主權
議會主權（也稱為議會至上）（英語：Parliamentary Sovereignty，Parliamentary Supremacy 或者 Legislative Supremacy）是一些議會制民主國家采纳的一個概念。其基本观点为，議會擁有絕對的權力，並且對其他所有政府機構，包括行政機構和司法機構，都具有至高無上的地位與權威。議會可以修改或廢除以前通过的任何法条，因此它不受成文法或判例（在某些情況下甚至是憲法）的約束。議會主權经常会同權力分立（或三權分立）和司法审查（违宪审查）形成對比。權力分立体系下，立法機構的职能大多被限制在一般法律的制定中。同时，设有司法审查机构的国家里，立法機關通過的法律在某些情況下可能被宣布無效。采用议会主权制度的国家有：英國，芬蘭，以色列，荷蘭，新西蘭，瑞典，新加坡，巴巴多斯，牙買加，巴布亞新幾內亞，所羅門群島等。